# Stenelmis morsei
Stenelmis morsei is een keversoort uit de familie beekkevers (Elmidae). De wetenschappelijke naam van de soort werd in 1982 gepubliceerd door White.